# Ногаро
Ногаро́ (фр. Nogaro) — коммуна во Франции, находится в регионе Аквитания. Департамент коммуны — Атлантические Пиренеи. Центр кантона Ногаро. Округ коммуны — Кондом.
Код INSEE коммуны 32296.
Коммуна расположена приблизительно в 600 км к югу от Парижа, в 120 км западнее Тулузы, в 55 км к западу от Оша.
Ногаро расположена на пути Святого Иакова в регионе, известном своим вином.

## Население
Население коммуны на 2008 год составляло 1975 человек.
| 1962 | 1968 | 1975 | 1982 | 1990 | 1999 | 2008 |
| ---- | ---- | ---- | ---- | ---- | ---- | ---- |
| 1859 | 2140 | 2113 | 2013 | 2008 | 1881 | 1975 |

## Администрация
| Период | Период | Фамилия         | Партия | Должность |
| ------ | ------ | --------------- | ------ | --------- |
| 2001   | 2008   | Жан-Пьер Пюжоль |        |           |
| 2008   |        | Кристиан Пейре  |        |           |

## Экономика
В 2007 году среди 1075 человек в трудоспособном возрасте (15-64 лет) 750 были экономически активными, 325 — неактивными (показатель активности — 69,8 %, в 1999 году было 69,5 %). Из 750 активных работали 675 человек (364 мужчины и 311 женщин), безработных было 75 (30 мужчин и 45 женщин). Среди 325 неактивных 129 человек были учениками или студентами, 120 — пенсионерами, 76 были неактивными по другим причинам.

## Достопримечательности
- Готическая церковь Нотр-Дам-де-Буи. Место паломничества
- Коллегиальная церковь Сен-Никола[фр.] (XI—XII век). Исторический памятник с 1998 года[3]
- Руины монастыря XI—XII века. Исторический памятник с 1927 года[4]
- Автодром имени Поля Арманьяка[англ.]. Используется для тестирования болидов Формулы-1

## Города-побратимы
- Уарте (Испания)

## Фотогалерея

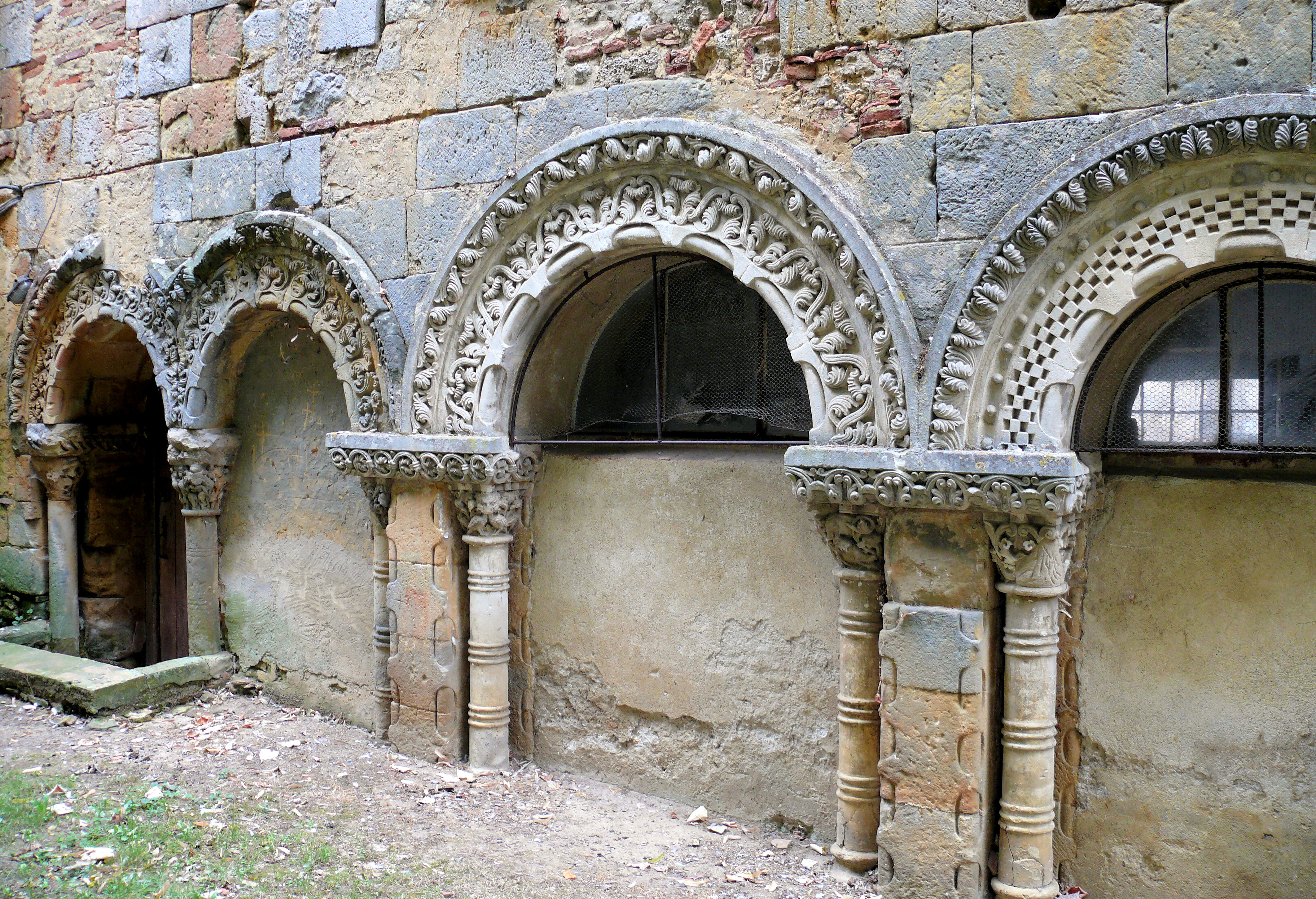
Бывший монастырь
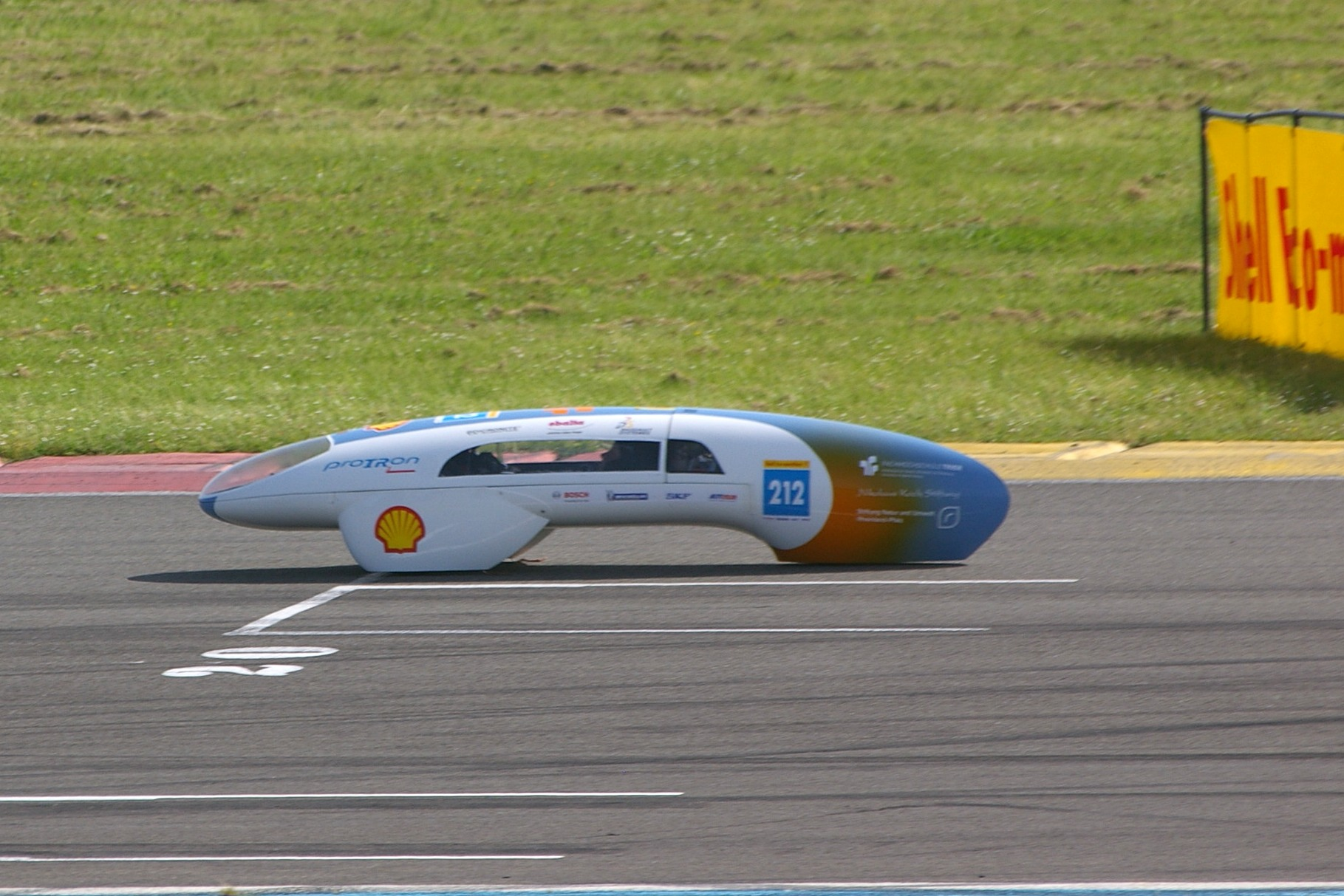
Автодром имени Поля Арманьяка
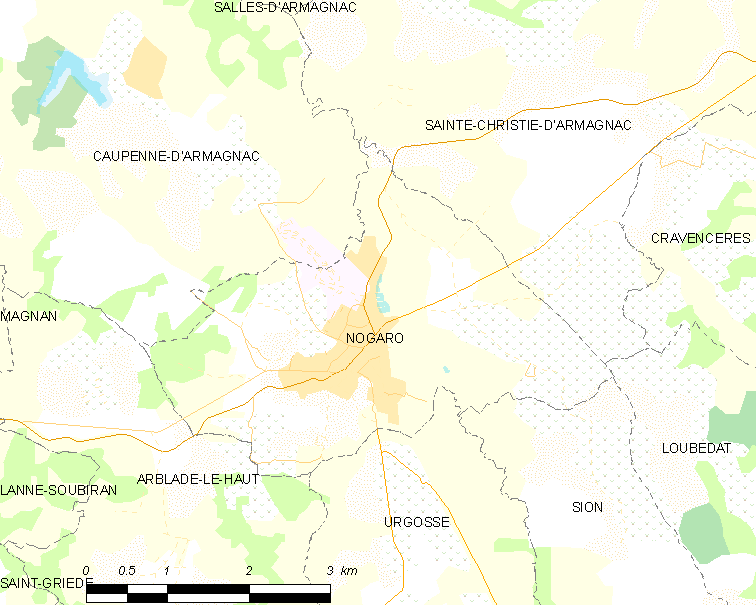
Карта коммуны